# Ridgecrest (Luizjana)
Ridgecrest – miasto w Stanach Zjednoczonych, w stanie Luizjana, w parafii Concordia.